# Kraalbusch
Der Kraalbusch ist ein ehemaliges Naturschutzgebiet in der Nähe von Steinhagen im nordrhein-westfälischen Kreis Gütersloh.

## Lage
Das einstige Moor- und Heidegelände befindet sich in der Gemarkung Steinhagen, gut 400 Meter südlich des Gutes Friedrichsruh (früher Nölke, bzw. Nieder-Schabbehard). Es wurde bereits 1939 unter Naturschutz gestellt und hatte eine Größe von etwa 4,2 Hektar. An seiner Ostseite verläuft die Isselhorster Straße.

## Beschreibung
Das Kernstück des Gebietes bildet ein größerer Teich, der von einem Graben durchflossen wird. Sein Untergrund besteht aus nährstoffarmem Sand. Früher wuchs an seinen Rändern das Teichröhricht, bestehend aus Gewöhnlicher Teichbinse (Schoenoplectus lacustris), Schilf (Phragmites australis), Breitblättrigem und Schmalblättrigem Rohrkolben (Typha latifolia und angustifolia), Gewöhnlichem Froschlöffel (Alisma plantago aquatica) und Wasser-Schwertlilie (Iris pseudacorus). In der unmittelbaren Umgebung fanden sich Weiden-Faulbaum-Gebüsche (Frangulo-Salicetum auritae), sowie Erlen- und Birkenbruchwälder.
Der Teich und die angrenzenden Waldbereiche enthielten zahlreiche seltene Pflanzenarten, darunter:
- Flutender Sellerie (Apium inundatum)
- Gagel (Myrica gale)
- Glockenheide (Erica tetralix)
- Hirschsprung (Corrigiola litoralis)
- Kleiner Wasserschlauch (Utricularia minor)
- Lungen-Enzian (Gentiana pneumonanthe)
- Nadelsimse (Eleocharis acicularis) – 1931
- Strandling (Littorella uniflora)
- Verkannter Wasserschlauch (Utricularia australis) – 1931, nach Koppe
- Wassernabel (Hydrocotyle vulgaris)

Außerdem konnte Fritz Koppe 1932 hier  die Bastard-Heidelbeere (Vaccinium x intermedium) nachweisen, eine überaus seltene Spontan-Hybride zwischen der Heidel- (Vaccinium myrtillus) und der Preiselbeere (Vaccinium vitis-idea).
Mit der zunehmenden Eutrophierung des Gewässers, der von dem Graben ausging, starben die auf nährstoffärmere Verhältnisse angewiesenen Arten im Laufe der Zeit aus. Der Strandling und der Gagel konnten zuletzt zu Anfang der 1970er Jahre beobachtet werden.
Aufgrund der starken Veränderung des Gebietes und des weitgehenden Verlustes schützenswerter Pflanzenarten wurde die Schutzverordnung aufgehoben. Später wurde der Teich als Angelgewässer genutzt.